# Finalen av världsmästerskapet i fotboll 1938
Finalen i Världsmästerskapet i fotboll 1938 spelades mellan Italien och Ungern. Italien vann med 4-2 och tog därmed sista titeln före andra världskriget.
Finalen spelades på Stade Olympique de Colombes i Paris. Vittorio Pozzos italienska lag tog en tidig ledning, men ungrarna kvitterade inom två minuter. Italienarna tog ledningen igen strax därpå och ledde med 3-1 i slutet av första halvlek. Ungern kom aldrig riktigt tillbaka in i matchen. När domaren blåste av matchen hade Italien vunnit med 4-2, och blivit först att försvara titeln.

## Vägen till finalen
Resultaten står i favör till respektive nation.
| Italien     | Italien    | Omgång           | Ungern                 | Ungern   |
| ----------- | ---------- | ---------------- | ---------------------- | -------- |
| Motståndare | Resultat   |                  | Motståndare            | Resultat |
| Norge       | 2–1 (e.f.) | Åttondelsfinaler | Nederländska Ostindien | 6–0      |
| Frankrike   | 3–1        | Kvartsfinaler    | Schweiz                | 2–0      |
| Brasilien   | 2–1        | Semifinaler      | Sverige                | 5–1      |

## Matchdetaljer
|              | 19 juni 1938 | Italien                         | 4 – 2        | Ungern               | Stade Olympique de Colombes, Paris                    |                                                       |
| 17:00 (WEST) | 17:00 (WEST) | Colaussi 6′, 35′ Piola 16′, 82′ | Matchrapport | Titkos 8′ Sárosi 70′ | Publik: 60 000 Domare: Georges Capdeville (Frankrike) | Publik: 60 000 Domare: Georges Capdeville (Frankrike) |
| 17:00 (WEST) | 17:00 (WEST) |                                 |              |                      | Publik: 60 000 Domare: Georges Capdeville (Frankrike) | Publik: 60 000 Domare: Georges Capdeville (Frankrike) |
| 17:00 (WEST) | 17:00 (WEST) |                                 |              |                      | Publik: 60 000 Domare: Georges Capdeville (Frankrike) | Publik: 60 000 Domare: Georges Capdeville (Frankrike) |

| Italien | Ungern |

| Italien:        |  |                          |
|                 |  |                          |
| Målvakt         |  | Aldo Olivieri            |
| Back            |  | Alfredo Foni             |
| Back            |  | Pietro Rava              |
| Mittfältare     |  | Pietro Serantoni         |
| Mittfältare     |  | Michele Andreolo         |
| Mittfältare     |  | Ugo Locatelli            |
| Forward         |  | Amedeo Biavati           |
| Forward         |  | Giuseppe Meazza (Kapten) |
| Forward         |  | Silvio Piola             |
| Forward         |  | Giovanni Ferrari         |
| Forward         |  | Gino Colaussi            |
| Förbundskapten: |  |                          |
| Vittorio Pozzo  |  |                          |

| Ungern:         |  |                  |
|                 |  |                  |
| Målvakt         |  | Antal Szabo      |
| Back            |  | Gyula Polgar     |
| Back            |  | Sandor Biro      |
| Mittfältare     |  | Antal Szalay     |
| Mittfältare     |  | Gyorgy Szucs     |
| Mittfältare     |  | Gyula Lazar      |
| Forward         |  | Ferenc Sas       |
| Forward         |  | Gyula Zsengeller |
| Forward         |  | Gyorgy Sarosi    |
| Forward         |  | Jeno Vincze      |
| Forward         |  | Pal Titkos       |
| Förbundskapten: |  |                  |
| Alfred Schaffer |  |                  |

| Matchregler - 90 minuter - Omspel vid oavgjort |